# Srednja vas (Radovljica, Slovenija)
Srednja vas je naselje u slovenskoj Općini Radovljici. Srednja vas se nalazi u pokrajini Gorenjskoj i statističkoj regiji Gorenjskoj. 

## Stanovništvo
Prema popisu stanovništva iz 2002. godine naselje je imalo 23 stanovnika.